# Le Forum catholique
 (juin 2022).
Le Forum catholique est un forum de discussion se définissant comme catholique, créé en 2000. Il fait suite au blog Agoramag, créé lui en 1999. Il accueille des fidèles issus de toutes les mouvances traditionalistes,, tandis que son responsable, Xavier Arnaud, est proche de la Fraternité sacerdotale Saint-Pierre.
Le Forum catholique est ouvert à tous en lecture, mais seuls les inscrits peuvent y écrire. La modération est faite a posteriori. En 2025, le forum revendique environ 3000 inscrits.

## Évolution duForum Catholique
Des règles régissent la rédaction des messages.
Depuis 2006, le forum reçoit régulièrement des personnalités aussi diverses que Yann Moix, Maurice G. Dantec, Jacques Terpant, Philippe Graton, Dominique Rey, Claude Barthe, Philippe Laguérie ou encore Michel Viot, qui viennent s'entretenir de questions variées. Une page permet de retrouver la liste des invités de ces « rendez-vous »,.

## Identité propre au forum
Au fil des années, un lexique s'est développé, propre aux habitués du forum, qui se nomment eux-mêmes « liseurs » (au lieu de lecteurs), leurs visites étant des « lisures » (au lieu de lectures).